# Johann Gros
Johann Joseph Gro(o)s (* 20. Mai 1809 in Steinheim; † 4. Juli 1892 in Gießen) war ein hessischer Jurist, Gutspächter und Politiker und Abgeordneter der 2. Kammer der Landstände des Großherzogtums Hessen.

## Familie
Johann Gros war der Sohn des Justizamtmanns Franz Xaver Gros (* 1764) und dessen Ehefrau Anna Maria Josepha, geborene Langhirt (1772–1819). Gros, der katholischen Glaubens war, heiratete am 25. Februar 1836 in Gießen Therese Elise Christiane Georgette geborene Dieffenbach, die Schwester von Ernst Dieffenbach und Tochter des Kirchenrates Ludwig Dieffenbach und dessen Ehefrau Christiane geborene Hoffmann.

## Leben
Gros studierte von 1827 bis 1829 Rechtswissenschaften an der Universität Gießen, wo er 1828 wegen burschenschaftlicher Umtriebe relegiert wurde und in Heidelberg. Während seines Studiums wurde er 1827 Mitglied der Alten Gießener Burschenschaft Germania und 1828 der Alten Heidelberger Burschenschaft. Er wurde 1833 zur Dr. jur. promoviert. Er war ein Mitwisser des Frankfurter Wachensturms. Im Zuge der Demagogenverfolgung wurde er im Schwarzen Buch der Frankfurter Bundeszentralbehörde (Eintrag Nr. 569) festgehalten. Er lebte als Pächter auf dem Kolnhäuser Hof bei Lich bzw. als Privatier.
Von 1849 bis 1850 gehörte er der Zweiten Kammer der Landstände an. Er wurde für den Wahlbezirk Oberhessen 12/Lich gewählt.